# تانجو كايهان
تانجو كايهان (بالتركية: Tanju Kayhan)‏ (22 يوليو 1989 بفيينا في النمسا - ) هو لاعب كرة قدم نمساوي في مركز الظهير. شارك مع منتخب النمسا تحت 21 سنة لكرة القدم. أما مع النوادي، فقد لعب مع إسكيشهرسبور ورابيد فيينا وشتورم غراتس ومرسين إيدمانيوردو ومعمورة العزيز سبور ونادي بشكتاش ونادي كارديمير كارابوك سبور و1. Wiener Neustädter SC ‏.

## وصلات خارجية
- تانجو كايهان على موقع الاتحاد الأوربي (الإنجليزية)
- تانجو كايهان على موقع اتحاد تركيا (لاعب) (الإنجليزية)
- تانجو كايهان على موقع قاعدة بيانات كرة القدم.إي يو (الإنجليزية)
- تانجو كايهان على موقع Soccerway.com (الإنجليزية)
- تانجو كايهان على موقع عالم كرة القدم.نت (الإنجليزية)